# Ferroaleación

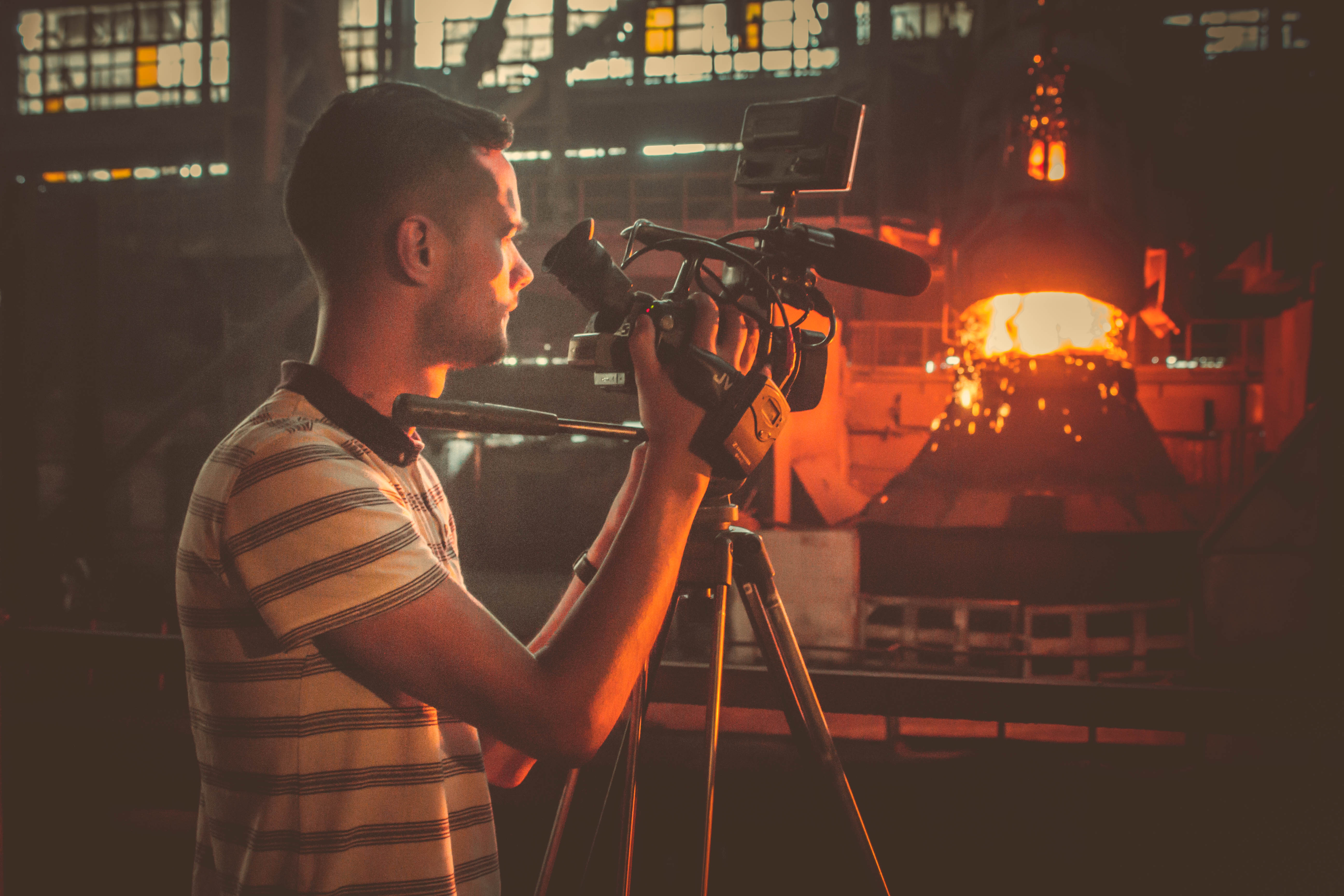
Horno de producción de ferroníquel en Ucrania

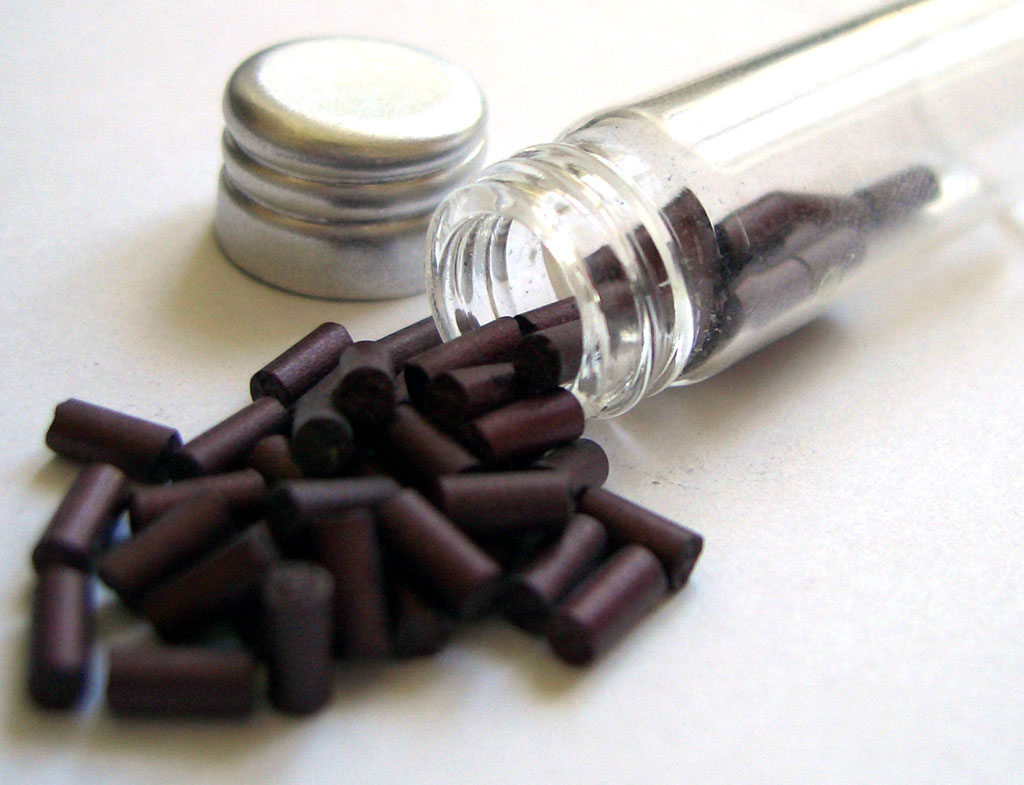
Barras de ferrocerio

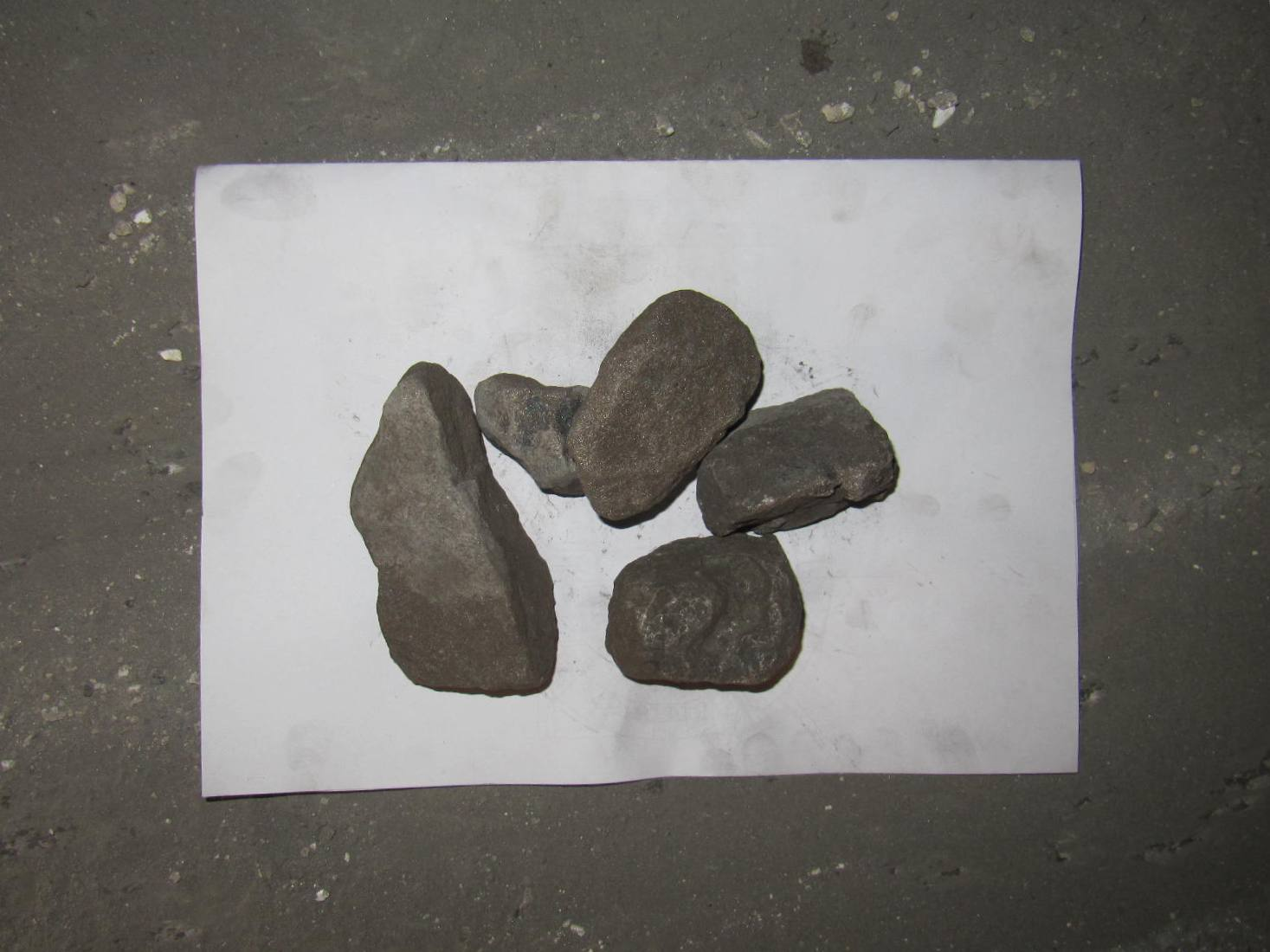
Ferromanganeso carburizado (C < 7,5 %), una fundición de hierro con manganeso obtenido con un alto horno especial

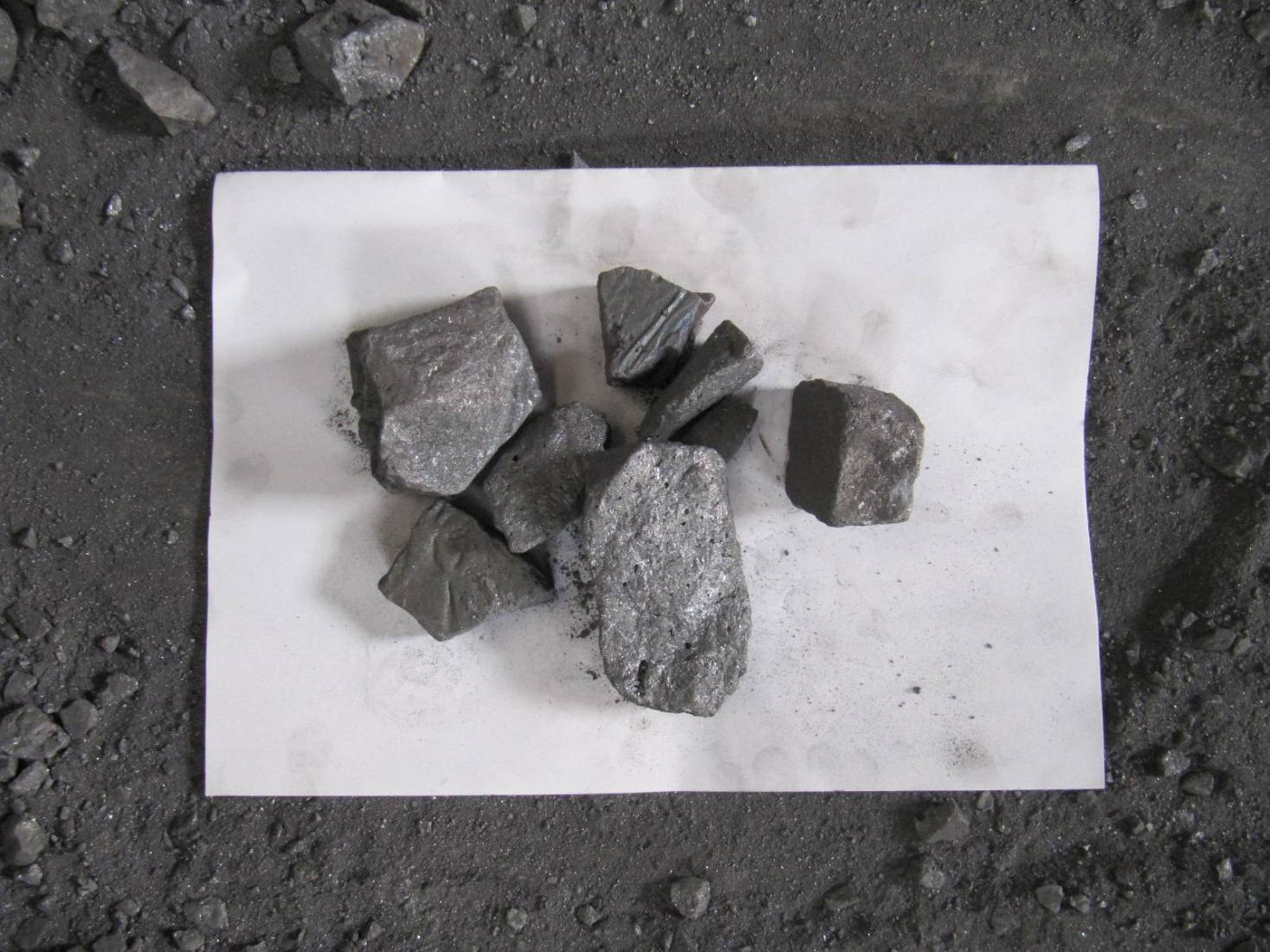
Ferrosilicio, producto típico de los hornos eléctricos

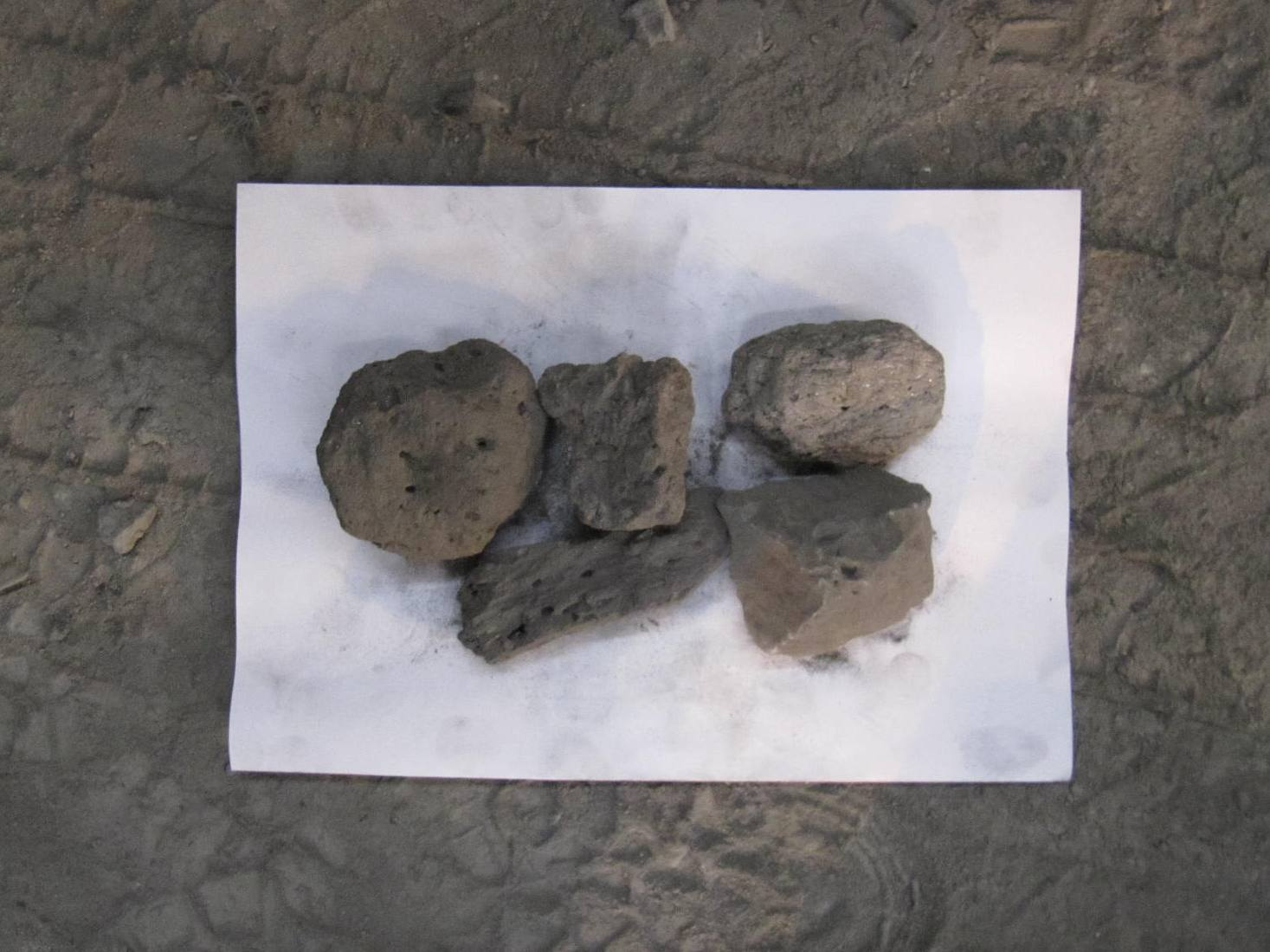
Ferrofósforo, utilizado en siderurgia para producir aleaciones

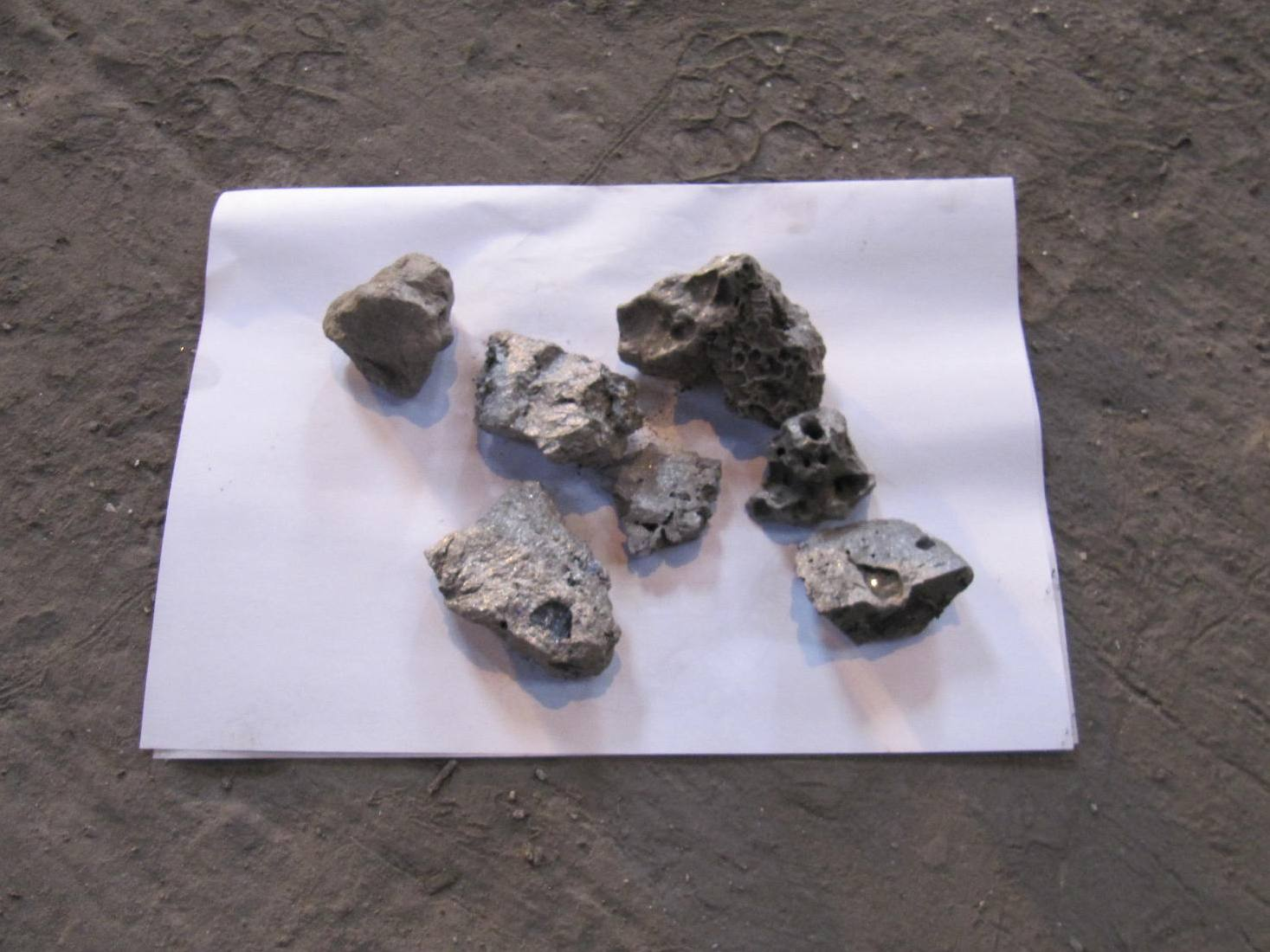
Ferrocromo refinado, con un bajo contenido de carbono

El término ferroaleaciones denomina una serie de aleaciones de hierro que incluyen una alta proporción de uno o más elementos químicos, como manganeso (Mn), aluminio (Al) o silicio (Si). Se utilizan en la producción de acero y de otras aleaciones de hierro con un menor contenido de elementos distintos del propio hierro. Son materias primas que confieren cualidades distintivas al acero y a la fundición de hierro o cumplen funciones importantes durante su producción, y por lo tanto, están estrechamente asociadas a la industria siderúrgica, el principal consumidor de ferroaleaciones.

## Utilización
Las ferroaleaciones son compuestos metálicos de pureza variable que contienen hierro y otro metal en proporciones variables. También puede encontrar, en menor cantidad, impurezas del proceso de fabricación como carbono, silicio o calcio.
Una ferroaleación es una materia prima y no un material. Es un caso especial de aleación que solo interesa por su composición química: por tanto, no se mencionan su forma ni sus propiedades de uso. Generalmente es un producto secundario de la producción de metales no ferrosos: su pureza y su riqueza en este metal dependen esencialmente del proceso de fabricación (generalmente un horno de arco eléctrico pero también a veces de un proceso como el alto horno o la reducción directa
Las ferroaleaciones se comercializan como ingredientes para la obtención de aleaciones en siderurgia. Se utilizan en las acerías, donde su contenido en hierro les da la densidad necesaria para sumergirse en el acero líquido. Su calidad se elige cuidadosamente de acuerdo con el contenido de elementos no ferrosos, las impurezas que el producto final puede tolerar, así como su costo.

## Compuestos
Las principales ferroaleaciones son:
- FeAl – Ferroaluminio
- FeB – Ferroboro – 12–20 % de boro, máx. 3% de silicio, máx. 2% aluminio, máx. 1% de carbono
- FeCe – Ferrocerio
- FeCr – Ferrocromo
- FeMg – Ferromagnesio
- FeMn – Ferromanganeso
- FeMo – Ferromolibdeno – mín. 60 %, máx. 1% Si, máx. 0,5% Cu
- FeNb – Ferroniobio
- FeNi – Ferroníquel (y arrabio de níquel)
- FeP – Ferrofósforo
- FeSi – Ferrosílicio – 15–90 % Si
- FeSiMg – Ferrosilicio magnésico (con Mg 4 a 25%), también llamado nodulizante
- FeTi – Ferrotitanio – 10..30–65..75 % Ti, máx. 5–6,5 % Al, máx. 1–4% Si
- FeU – Ferrouranio
- FeV – Ferrovanadio
- FeW – Ferrotungsteno

## Producción global

### Por tipo de ferroaleaciones
Los principales productores de ferroaleaciones en 2014 fueron la República Popular China, Sudáfrica, India, Rusia y Kazajistán, que representaron el 84% de la producción mundial, estimada en 52,8 millones de toneladas en 2015.
|                       | Obtenido en alto horno | Obtenido en horno de arco eléctrico |
| --------------------- | ---------------------- | ----------------------------------- |
| Ferromanganeso        | 728                    | 4970                                |
| Ferromanganeso        | 12                     |                                     |
| Ferrocromo            |                        | 7840                                |
| Ferrocromosilicio     |                        | 161                                 |
| Ferroníquel           |                        | 1670                                |
| Ferroniobio           |                        | 86,4                                |
| Ferrosilicio          |                        | 7320                                |
| Ferrosiliciomanganeso |                        | 7460                                |
| «Silício metálico»    |                        | 609                                 |
| Otras ferroaleaciones | 53,5                   | 5210                                |
| Total                 | 794                    | 35 300                              |

### Según procesos

Evolución de la producción mundial de ferroaleaciones, por procesos

Las ferroaleaciones se producen generalmente por dos métodos: en un alto horno o en un horno de arco eléctrico. La producción de altos hornos disminuyó continuamente durante el siglo XX, mientras que la producción de arco eléctrico sigue aumentando. Hoy en día, el ferromanganeso aún se puede producir de manera eficiente en un alto horno, pero, incluso en este caso, los hornos de arco eléctrico se están extendiendo. Más comúnmente, las ferroaleaciones son producidas por reacción carbotérmica, lo que implica la reducción de óxidos con carbono (como coque) en presencia de hierro. Algunas ferroaleaciones se producen mediante la adición de elementos al hierro fundido.
También es posible producir algunas ferroaleaciones mediante procesos de reducción directa. Por ejemplo, el proceso Krupp-Renn se usa en Japón para producir ferroníquel.

## Producción y consumo por ferroaleaciones

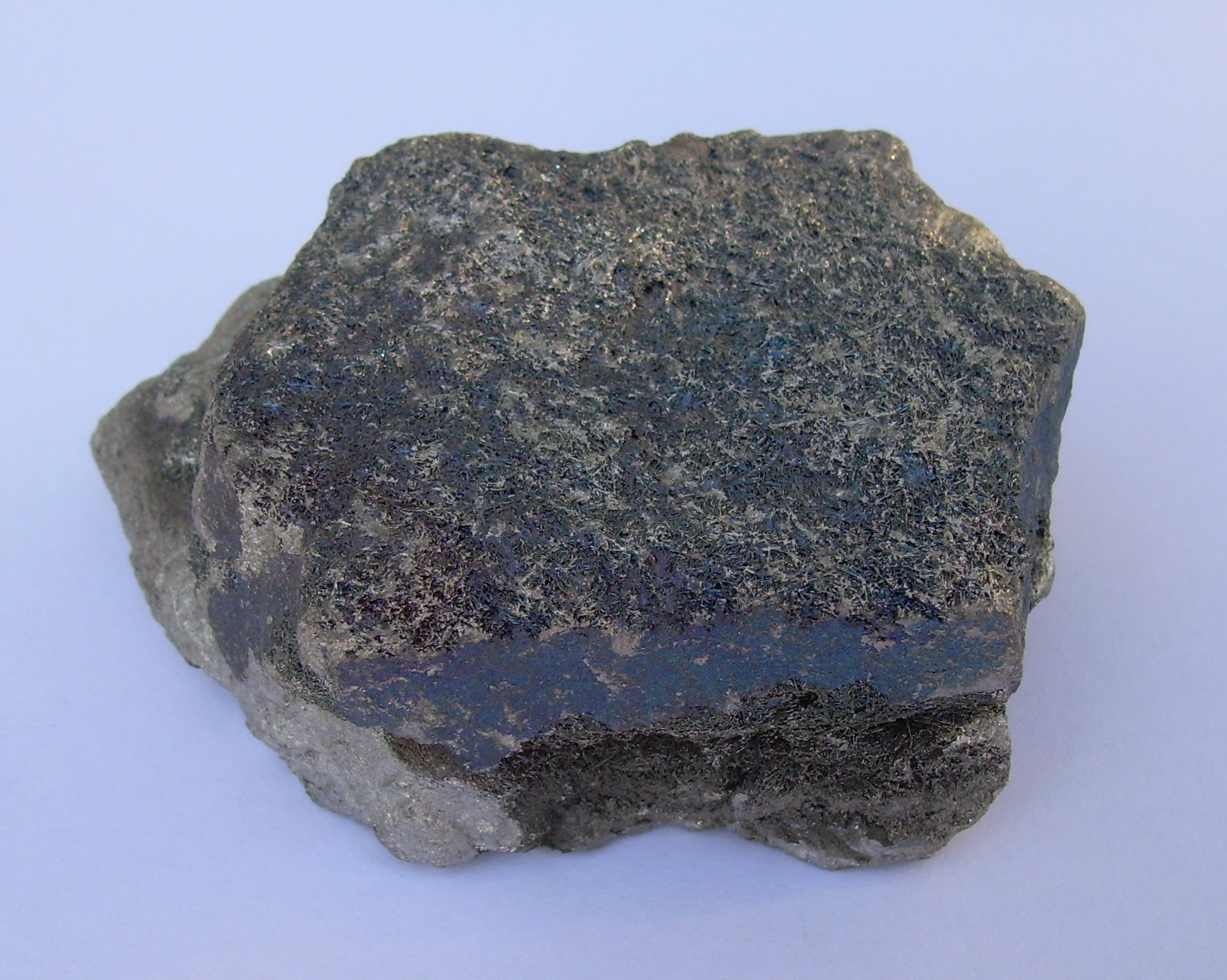
Ferrocromo

### Ferrocromo
Los principales países productores de mineral de cromita en el mundo en 2014 fueron Sudáfrica (12 Mt), Kazajistán (3,7 Mt), India (3,5 Mt) y Turquía (2,6 Mt). La mayor parte de la producción de mineral de cromita se fundió en hornos de arco eléctrico para producir ferrocromo para la industria metalúrgica. Los principales países productores de ferrocromo del mundo en 2014 fueron China (4,5 Mt), Sudáfrica (3,6 Mt), Kazajistán (1,2 Mt) e India (0,9 Mt). La mayor parte de las 11,7 Mt de ferrocromo producidas a nivel mundial se consumió en la fabricación de acero inoxidable que totalizó 41,7 Mt en 2014.

### Ferromanganeso
Dos ferroaleaciones de manganeso, el ferromanganeso y el silicomanganeso, son ingredientes clave para la fabricación de acero. China es el principal productor mundial de ferroaleaciones de manganeso (2,7 Mt), con un volumen mucho mayor que la suma combinada de los siguientes tres mayores productores: Brasil (0,34 Mt), Sudáfrica (0,61 Mt) y Ucrania (0,38 Mt).

### Ferromolibdeno
Los principales productores de ferromolibdeno son Chile (16.918 t), China (40.000 t) y Estados Unidos (que, en 2008, representó el 78 % de la producción mundial de molibdenita). Canadá, México y Perú representaron el resto. Los concentrados de molibdenita se tuestan para formar óxido de molibdeno, que se puede convertir en ferromolibdeno, productos químicos de molibdeno o molibdeno metálico. Aunque Estados Unidos fue el segundo país productor de molibdeno del mundo en 2008, importó más del 70% de sus necesidades de ferromolibdeno en 2008, principalmente para la industria siderúrgica (83% del ferromolibdeno consumido).

### Ferroníquel
En 2014, alrededor del 33 % del nuevo níquel producido anualmente en el mundo era ferroníquel, cuyo artículo de revisión extenso fue publicado por Swartzendruber et al en 1991. Muchos de los meteoritos que caen a la Tierra resultan ser ferroníquel, y toman la forma de camacita y/o taenita. El ferroníquel tiene una estructura cristalina cúbica (a través de los átomos de níquel). Puede tomar la forma de ferrita, martensita o austenita. El sistema binario Fe-Ni se ha investigado con fines análogos al acero porque la presencia de níquel en aceros de alta aleación como los aceros inoxidables austeníticos y los aceros martensíticos es un factor clave para la transición de ferrita cúbica centrada en las celdas a austenita cúbica centrada en las caras.
A finales del siglo XX, el 60% de la producción de níquel se basaba en la fundición de mata de minerales sulfurados, que no se prestaba a la producción de ferroníquel. Según datos de 2003, se informó que la participación de lateritas en la producción primaria de níquel era del 42%. La producción anual mundial de ferroníquel en 2014 fue de alrededor de 250.000 toneladas. Los dos mayores productores fueron las compañías BHP y Société Le Nickel. Los minerales lateríticos a menudo se utilizan como menas en el proceso de producción, en el que se usa a menudo el proceso RKEF. El consumo de energía por tonelada de producto es alto para los minerales de laterita, debido a su baja concentración del metal, y por lo tanto, se produce una gran cantidad de desechos de escoria y de contaminación gaseosa. Generalmente, más del 90% de la producción de los hornos es en forma de escoria. La técnica de refinación de fundición de hierro con ferroníquel es un tema para especialistas, y debido a la variabilidad del contenido del mineral, es posible que incluso sea necesario adaptar los procesos según el origen de los materiales empleados, como en el caso del proceso Larco para los minerales procedentes de Grecia. "La principal razón para agregar níquel en las aleaciones ferrosas es promover una microestructura austenítica. El níquel generalmente aumenta la ductilidad, la tenacidad y la resistencia a la corrosión". El arrabio de níquel se distingue del ferroníquel por la fracción de bajo peso del primero (4–10 %) de níquel y el alto contenido de carbono (>3 %). Por el contrario, el ferroníquel es una aleación binaria relativamente pura.
En 2008, los principales países productores de ferroníquel fueron Japón (301.000 t), Nueva Caledonia (144.000 t) y Colombia (105.000 t). Juntos, estos tres países representaron alrededor del 51% de la producción mundial si se excluye a China. Ucrania, Indonesia, Grecia y Macedonia, en orden descendente de producción de peso bruto, produjeron entre 68.000 t y 90.000 t de ferroníquel, lo que representa un 31 % adicional, excluida China. China fue excluida de las estadísticas porque su industria produjo grandes tonelajes de arrabio de níquel además de un espectro de grados de ferroníquel convencionales, para una producción combinada estimada de 590.000 t de peso bruto. El contenido de níquel de los productos chinos individuales varió desde alrededor del 1,6 % hasta el 80 %, según el uso final del cliente.
En los Estados Unidos, la industria del acero representó prácticamente todo el ferroníquel consumido en 2008, con más del 98 % utilizado en aceros inoxidables y resistentes al calor; no se produjo ferroníquel en EE. UU. en 2008.
El arrabio de níquel es un ferroníquel de bajo grado fabricado en China, que es muy popular desde la década de 2010.

### Ferrosilicio

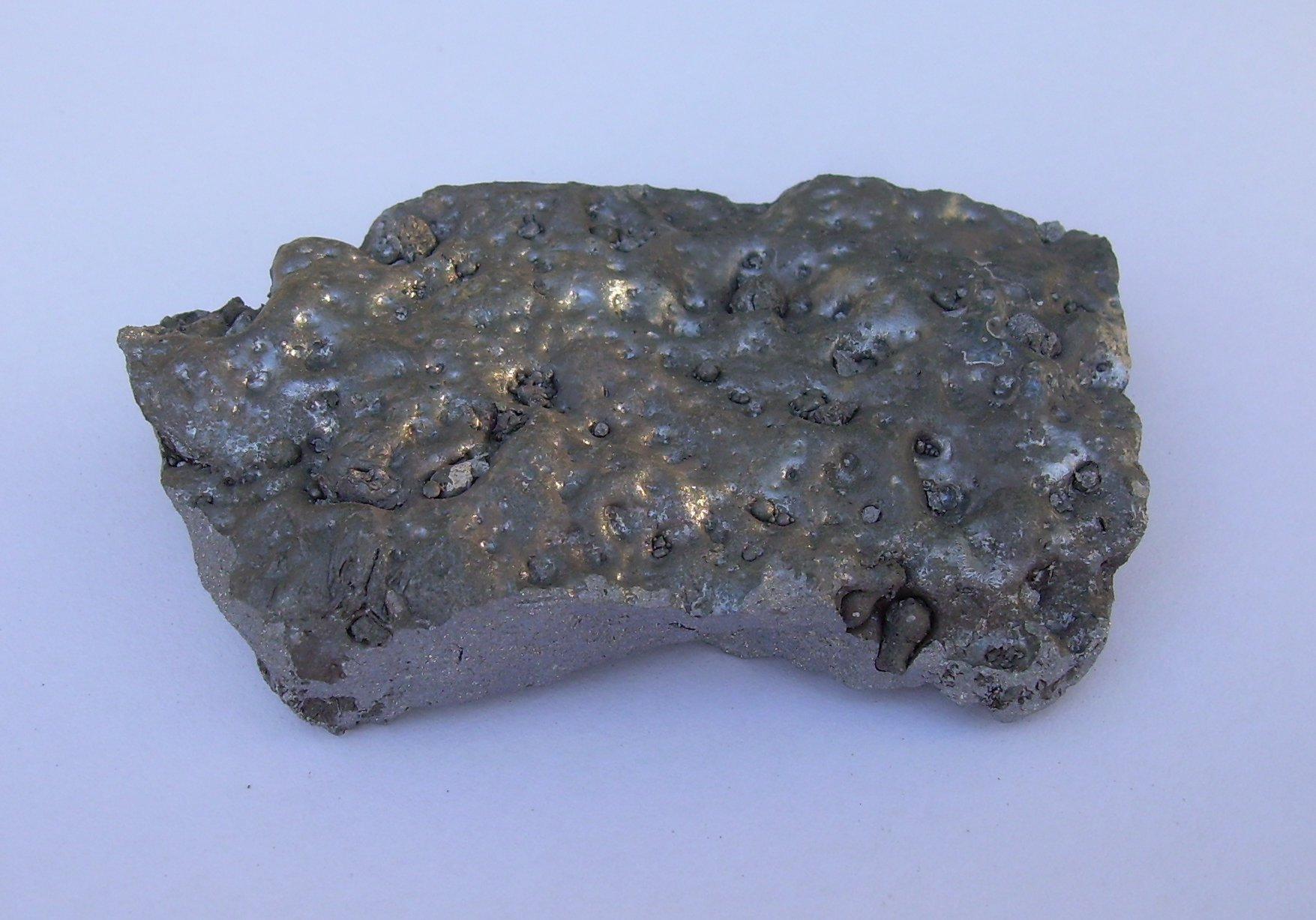
Ferrosilicio

El consumo de ferroaleaciones de silicio está impulsado por la fundición de hierro y la producción de acero, donde las aleaciones de silicio se utilizan como desoxidantes. También se ha usado algo de silicio como agente de aleación con el hierro. El ferrosilicio también se usa en aleaciones dentro de la industria eléctrica. Generalmente se usan aleaciones con materiales como el Boro, para obtener compuestos de bajas perdidas magnéticas utilizados en transformadores eléctricos u otros dispositivos (sensores, actuadores, etc.)  
Sobre la base del contenido de silicio, la producción neta de ferrosilicio y diversas aleaciones de silicio en EE. UU. fue de 148.000 t en 2008. China es el principal proveedor, que en 2008 produjo más ferrosilicio (4,9 Mt) que el resto del mundo combinado. Otros fabricantes importantes son Noruega (0,21 Mt), Rusia (0,85 Mt) y EE. UU. (0,23 Mt).

### Ferrotitanio
El titanio se utiliza en la fabricación de acero para la desoxidación, el control del tamaño de grano y el control y la estabilización del carbono y el nitrógeno. Durante la fabricación de acero, el titanio generalmente se introduce como ferrotitanio debido a su temperatura de fusión relativamente baja y a su alta densidad. Los aceros con un contenido de titanio relativamente alto incluyen aceros libres de intersticios, inoxidables y de baja aleación de alta resistencia. El ferrotitanio generalmente se produce mediante la fusión por inducción de chatarra de titanio con hierro o acero; sin embargo, también se produce directamente a partir de concentrados de minerales de titanio. Los grados estándar de ferrotitanio son 30 % y 70 % de titanio. También se produce ferrosilicio-titanio para permitir la adición simultánea de silicio y titanio. Los principales países productores de ferrotitanio incluyen a Brasil, China, India, Japón, Rusia, Ucrania, Reino Unido y Estados Unidos.

### Ferrotungsteno
El tungsteno es un elemento de aleación importante en aceros de alta velocidad y otros aceros para herramientas, y se usa en menor medida en algunos aceros inoxidables y estructurales. El tungsteno a menudo se agrega a las fundiciones de acero como ferrotungsteno, que puede contener hasta un 80 % de tungsteno. La producción mundial de ferrotungsteno está dominada por China, que en 2008 exportó 4.835 t (peso bruto) de la aleación. El ferrotungsteno es relativamente caro, con precios de entre 31 y 44 dólares por kilogramo de tungsteno contenido.

### Ferrovanadio

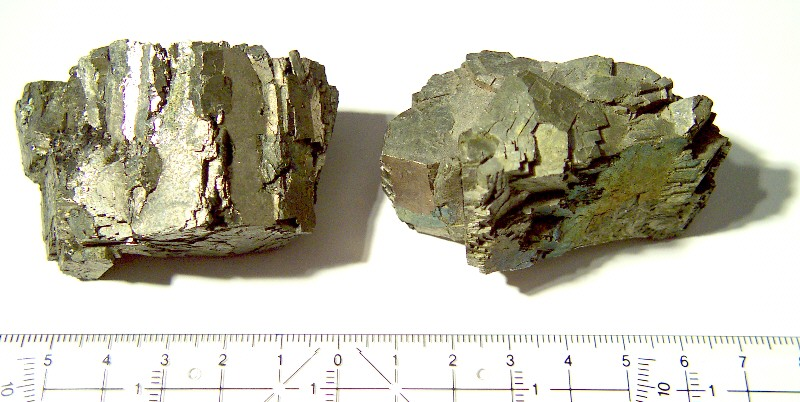
Fragmentos de ferrovanadio

En 2008, China, Rusia (12.000 t) y Sudáfrica (17.000 t) representaron el 98 % de la producción minera mundial de vanadio. En estos tres países, el vanadio se recuperó principalmente del mineral de magnetita que contiene titanio procesado para producir arrabio. El proceso implica la reducción aluminotérmica de óxido de vanadio(V), aluminio (como captador de óxidos) y chatarra. Esto produce una escoria que contiene del 20 % al 24 % de pentóxido de vanadio, que puede procesarse posteriormente a ferrovanadio que contiene del 40 % al 50 % de vanadio. De las 5.090 t de vanadio consumidas en Estados Unidos en 2008, el 84 % provino de ferrovanadio y casi la totalidad (99 %) se destinó a la fabricación de acero.